# Atletismo nos Jogos Pan-Americanos de 2011 - 800 m feminino
A competição dos 800 m rasos feminino foi um dos eventos do atletismo nos Jogos Pan-Americanos de 2011, em Guadalajara. Foi disputada no Estádio Telmex de Atletismo no dia 25 de outubro.

## Calendário
Horário local (UTC-6).
| Data          | Horário | Fase  |
| ------------- | ------- | ----- |
| 25 de outubro | 17:15   | Final |

## Medalhistas
| Ouro   | CUB Adriana Muñoz   |
| Prata  | MEX Gabriela Medina |
| Bronze | COL Rosibel García  |

## Recordes
Recordes mundial e pan-americano antes da disputa dos Jogos Pan-Americanos de 2011.
| Tipo                             | Atleta                | Tempo   | Local   | Data                |
| -------------------------------- | --------------------- | ------- | ------- | ------------------- |
|                                  | Jarmila Kratochvílová | 1:53.28 | Munique | 26 de julho de 1983 |
| Recorde dos Jogos Pan-Americanos | Ana Fidelia Quirot    | 1:58.71 | Havana  | 8 de agosto de 1991 |

## Resultados

### Final
| Pos.              | Atleta                | País               | Tempo   | Obs.                 |
| ----------------- | --------------------- | ------------------ | ------- | -------------------- |
| Medalha de ouro   | Adriana Muñoz         | CUB Cuba           | 2:04.08 |                      |
| Medalha de prata  | Gabriela Medina       | MEX México         | 2:04.41 | Recorde da temporada |
| Medalha de bronze | Rosibel García        | COL Colômbia       | 2:04.45 |                      |
| 4                 | Rose Mary Almanza     | CUB Cuba           | 2:04.82 |                      |
| 5                 | Christiane dos Santos | BRA Brasil         | 2:06.15 |                      |
| 6                 | Heather Kampf         | USA Estados Unidos | 2:07.11 |                      |
| 7                 | Christina Rodgers     | USA Estados Unidos | 2:08.29 |                      |
| 8                 | Nancy Gallo           | ARG Argentina      | 2:09.10 | Recorde pessoal      |
| 9                 | Daisy Ugarte          | BOL Bolívia        | 2:16.94 |                      |

Legenda
| Recorde mundial                  | Recorde mundial (World record)               |                       | Recorde africano                      | Recorde africano (African) |                                           | Q | Classificado por posição (Qualified) |
| Recorde dos Jogos Pan-Americanos | Recorde pan-americano (Pan-American record)  | Recorde da América    | Recorde da América (Americas)         | q                          | Classificado por melhor tempo (Qualified) |   |                                      |
| Melhor marca do ano              | Melhor marca do ano (World leading)          | Recorde asiático      | Recorde asiático (Asian)              | DNS                        | Não largou (Did not start)                |   |                                      |
| Recorde nacional                 | Recorde nacional (National record)           | Recorde europeu       | Recorde europeu (European)            | DNF                        | Não terminou (Did not finish)             |   |                                      |
| Recorde pessoal                  | Recorde pessoal do atleta (Personal best)    | Recorde da Oceania    | Recorde da Oceania (Oceania)          | DSQ / DQ                   | Desclassificado (Disqualified)            |   |                                      |
| Recorde da temporada             | Recorde da temporada do atleta (Season best) | Recorde sul-americano | Recorde sul-americano (South America) | NM                         | Sem marca (No mark)                       |   |                                      |